# 石巻市立雄勝小学校
石巻市立雄勝小学校（いしのまきしりつ おがつしょうがっこう）は宮城県石巻市にある公立小学校。

## 沿革

### （旧）石巻市立雄勝小学校
- 1873年（明治6年）5月2日 - 上雄勝50番地に第7大学区第2中学区80番小学校として開校。
- 1889年（明治22年）6月13日 - 雄勝尋常小学校を十五浜尋常小学校に改称。同時に名振・船越・立浜の各小学校を廃し、当校の分教場名振・船越・大須・桑浜・立浜・水浜の六校とする。
- 1893年（明治26年）1月 - 水浜分教場落成。
- 1896年（明治29年）6月15日 - 明治三陸地震による大津波（約4.3ｍ）が来襲し、本校舎倒壊。天雄寺などで分散授業を行う。
- 1898年（明治31年）9月 - 現在地(当時の小渕38番地)に木造二階建て校舎を新設。
- 1901年（昭和34年）5月7日 - 各分校の名称を変更（名振分教場→第一分教場、船越分教場→第二分教場、大須分教場→第三分教場、桑浜分教場→第四分教場、立浜分教場→第五分教場、水浜分教場→第六分教場)。
- 1915年（大正4年）4月4日 - 名称を雄勝尋常高等小学校と変更。
- 1926年（大正15年）7月1日 - 青山訓練所を併置。
- 1933年（昭和8年）3月3日 - 三陸大津波来襲（6教室床上1.2ｍ浸水。校庭に船があがる。）
- 1941年（昭和16年）4月1日 - 町村制施行に伴い、十五浜村は雄勝町と名称を変更。国民学校令により雄勝国民学校に改称。
- 1945年（昭和20年）8月10日 - 雄勝町艦載機により空爆をうける。
- 1947年（昭和22年）4月1日 - 学制改革により、雄勝町立雄勝小学校に改称。
- 1949年（昭和24年）8月8日 - 校歌制定発表会。
- 1949年（昭和24年）11月11日 - 水浜分教場が分離独立し、水浜小学校となる。
- 1952年（昭和27年）- 雄勝町教育委員会が発足。
- 1960年（昭和35年）5月24日 - チリ地震津波(約4.3ｍ）来襲。5月26日まで臨時休校措置をとる。なお、罹災した児童は207名。
- 1966年（昭和41年）10月6日 - 新校舎落成。
- 1967年（昭和42年）11月13日 - 赤痢集団感染。
- 1971年（昭和46年）5月15日 - プール落成式挙行。
- 1974年（昭和49年）5月8日 - 完全給食実施。
- 1978年（昭和53年）3月15日 - 屋内運動場落成。
- 1978年（昭和53年）3月 - 全教室にカラーテレビを設置。
- 1983年（昭和58年）5月 - 屋外大時計設置。
- 1985年（昭和60年）12月 - ミニバスケット県大会で優勝し、東北大会に出場する。
- 1988年（昭和63年）3月26日 - ミニバスケット東北大会に出場する。
- 2002年（平成14年）4月1日 - 水浜小学校と統合。
- 2005年（平成17年）4月1日 - 広域合併により石巻市立雄勝小学校に改称。
- 2011年（平成23年）
  - 3月11日 - 東北地方太平洋沖地震発生、それに伴う大津波来襲により雄勝地区が被災, 校舎・体育館全壊。
  - 4月21日 - 石巻市立河北中学校を借用し仮教室設置。
- 2013年（平成25年）4月1日 - 石巻市立船越小学校と統合。学区から13ｋｍ離れた石巻市相野谷字五味前上40にある石巻北高飯野川校地内の仮設校舎にて教育活動を開始[1][2]。
- 2017年（平成29年）3月31日 - 閉校[3][4]。

### （新）石巻市立雄勝小学校
- 2017年（平成29年）4月1日 - 石巻市立大須小学校と（旧）石巻市立雄勝小学校が統合し、（新）石巻市立雄勝小学校が開校。校地は旧大須小学校を使用[5]。

## 学区

### 旧雄勝小学校
- 雄勝町分浜
- 雄勝町水浜
- 雄勝町雄勝
- 雄勝町伊勢畑1丁目
- 雄勝町上雄勝1丁目・2丁目・3丁目
- 雄勝町下雄勝1丁目・2丁目・下雄勝3丁目
- 雄勝町明神
- 雄勝町小島
- 雄勝町大浜
- 雄勝町立浜
- 雄勝町船越
- 雄勝町名振 [6]

### 旧大須小学校
- 雄勝町大須
- 雄勝町桑浜
- 雄勝町熊沢 [6]

## 卒業後
- 公立中学校に進学するのであれば雄勝中学校へ進学する[7]。

## 歴代校長
明治期
- 初代:岡政秀
- 2代:阿部敬三
- 3代:小山良助
- 4代:三田米太郎
- 5代:藤田彬郎
- 6代:久保信安
- 7代:遠藤政平
- 8代:上野小兵衛
- 9代:菅原秀三
- 10代:小室源内
- 11代:菅原秀三（9代も兼任）
- 12代:佐藤本治郎

大正期
- （12代:佐藤本治郎）
- 13代:高橋哲郎
- 14代:遠藤達治

昭和　戦前期
- （14代:遠藤達治）
- 15代:小山憲三郎
- 16代:森松之介
- 17代:高橋褜松

昭和　戦後期
- 18代:鈴木喬
- 19代:鈴木貞
- 20代:小田捷太郎
- 21代:田代真澄
- 22代:小泉誠
- 23代:佐々木誠吾
- 24代:岩渕哲
- 25代:今野嘉一
- 26代:門間久仁男
- 27代:山路勤
- 28代:佐々木啓治
- 29代:加藤正志
- 30代:志村武彦
- 31代:阿部長平
- 32代:蜂谷昭

平成期
- 33代:及川幹郎
- 34代:末永俶行
- 35代:安倍捷三
- 36代:長沼秀一
- 37代:佐藤正博
- 38代:齋藤雄哉
- 39代:久道進
- 40代:山下克郎
- 41代:土井正弘
- 42代:遠藤潔
- 43代:菅原美樹

令和期
- （43代:菅原美樹）

なお、歴代校長は2020年12月現在。